# Julius Weiss
Julius Weiss, född 1814 i Berlin, död där 1898, var en tysk tonsättare och musikskriftställare.
Weiss utbildade sig under Carl Wilhelm Hennings ledning till en skicklig violinspelare. Han fullföljde sina musikstudier hos Grell och Rungenhagen. Weiss var musiklärare i Berlin till 1853, då han övertog sin faders musikhandel, som han därefter förestod, under firma Julius Weiss. Han uppträdde som musikskriftställare i flera musiktidningar och från 1846 till 1850 även i Preussische Staatszeitung. Weiss författade och utgav en klaver- och en violinskola. Han skrev en stråkkvartett, instruktiva pianosaker och sånger, däribland den av Jenny Lind gärna sjungna Waldröslein.